# 751 هـ
751 هـ هي سنة في التقويم الهجري امتدت مقابلةً في التقويم الميلادي بين سنتي 1350 و1351.

## مواليد
- ابن الجزري

## وفيات
- ابن عبد الدائم
- ابن عساكر
- داود القيصري
- ابن قيم الجوزية